# Leptogaster distincta
Leptogaster distincta är en tvåvingeart som beskrevs av Ignaz Rudolph Schiner 1867. Leptogaster distincta ingår i släktet Leptogaster och familjen rovflugor. Inga underarter finns listade i Catalogue of Life.